# Gouvernorat de Tulkarem
Le gouvernorat de Tulkarem (en arabe : محافظة طولكرم, romanisé : Muḥāfaẓat Ṭūlkarm) est un district administratif et l'un des 16 gouvernorats de Palestine situé dans le nord-ouest de la Cisjordanie. La superficie du gouvernorat est de 268 kilomètres carrés. 

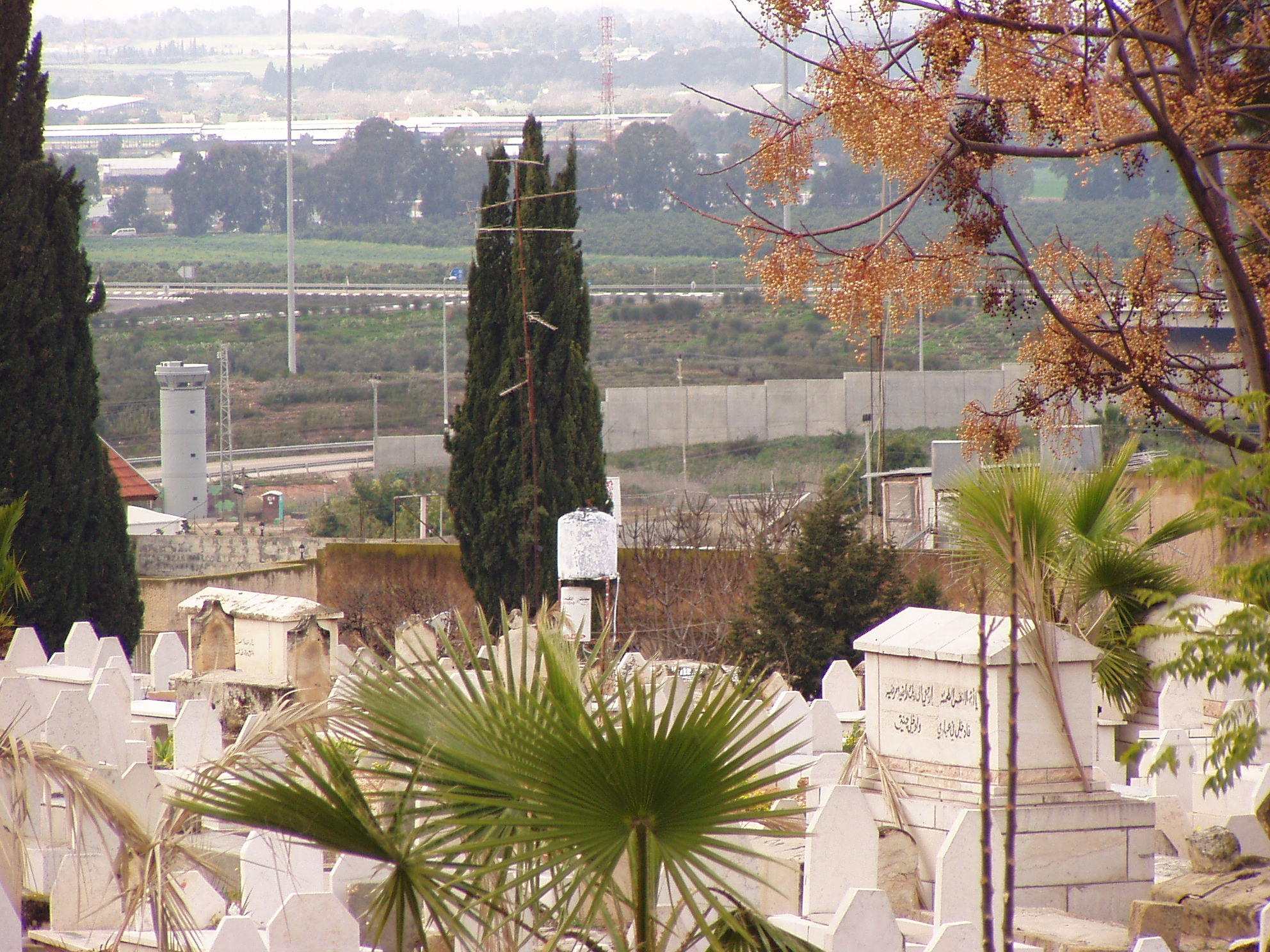
Cimetière de la ville de Tulkarem avec mur de séparation juste derrière. Cisjordanie, Palestine.

Selon le Bureau central palestinien des statistiques, le gouvernorat avait une population de 172 800 habitants. La capitale du gouvernorat ou muhafaza est la ville de Tulkarem.